# Coxhoe
Coxhoe es un pueblo en el condado de Durham, Inglaterra. Se encuentra a unas 5 millas (8 km) al sur del centro de la ciudad de Durham. La parroquia civil también incluye la colina próxima de Quarrington . El distrito electoral de Coxhoe se extiende más allá de los límites de la parroquia y tiene una población total de 7.027. 

## Historia
El artefacto más antiguo que se ha encontrado en la zona es un hacha sencilla de la Edad del Bronce . Hay pocos otros restos anteriores a la época medieval. El área solo se desarrolló realmente en el período medieval. Otro pueblo ahora desierto también creció en Coxhoe East House, pero probablemente fue abandonado a principios del siglo XV.
El pueblo moderno de Coxhoe se desarrolló durante los siglos XVIII y XIX, impulsado por la minería del carbón, registrada por primera vez en 1750. Coxhoe Colliery se hundió en 1827; de 1801 a 1841 la población pasó de 117 a 3904. Restos de otros elementos de la industria del carbón aún son visibles en las cercanías. Los edificios de Heugh Hall ahora son parte de una granja, y el curso de su camino de carretas todavía es visible como un movimiento de tierra.
Coxhoe tenía dos estaciones de tren, una en el extremo sur y otra en el norte. Había una alfarería en Coxhoe desde 1769 que producía toscos ollas marrones, y a partir de 1851 también comenzó a fabricar pipas de arcilla para tabaco. Coxhoe también tenía su propia fábrica de gas, que producía gas a partir del carbón local; luego fue enviado alrededor del pueblo por un sistema de tuberías. La mayor parte del resto del carbón fue transportado fuera de Coxhoe por Clarence Railway.

## Deporte
- Coxhoe Athletic FC compite en la liga Wearside y juega sus partidos como local en Beechfield Park.[3]
- Coxhoe Red Lion FC juega en la Liga dominical de Durham & District, Primera División y sus partidos en casa se juegan en Landsdown Park.
- Coxhoe United juega en la Durham Alliance League y sus partidos en casa se juegan junto al centro de ocio FLIC en Coxhoe Park.
- El equipo de dardos (semiprofesional) incluía al finalista mundial de dardos BDO Phil Nixon .

## Residentes notables
- Elizabeth Barrett Browning - Eminente poeta inglesa de la época victoriana.
- Matthew Robson - Futbolista profesional ( Hartlepool United y Carlisle United ).